# Velenka
Velenka è un comune della Repubblica Ceca facente parte del distretto di Nymburk, in Boemia Centrale. 
È situato nei pressi del fiume Labe. Il nome del villaggio è stato registrato per la prima volta nel 1352. L'edificio più importante del villaggio è la chiesa disegnata da Kilian Ignaz Dientzenhofer nel 1733.